# Gwen John
Gwen John, född 22 juni 1876 i Haverfordwest, död 1 september 1939 i Dieppe, var en walesisk målare bosatt och verksam i Paris. Hon var syster till tillika målaren Augustus John.

## Biografi
Gwen John studerade åren 1895–1898 tillsammans med sin bror vid Slade School of Fine Art i London och en kortare tid 1898 för James McNeill Whistler i Paris. Hon hade sin första utställning 1900 i London. År 1904 flyttade hon till Paris där hon till en början försörjde sig som konstnärsmodell. Hennes uppdragsgivare var huvudsakligen kvinnliga konstnärer, bland andra Isabel Bowser, Mary Constance Lloyd, Maude Boughton-Leigh, Ottilie Roederstein och Hilda Flodin.
Samma år som hon anlände till Paris började hon även, på uppmuntran av brodern, stå modell åt skulptören Auguste Rodin med vilken hon utvecklade ett romantiskt förhållande som varade i ett decennium. Hon var modell för bland annat Buste de Gwen John, Iris messagère des dieux och Femme-poisson et torse d'Iris sur gaine à rinceau. Cirka tusen brev från John till Rodin finns bevarade på Musée Rodin i Paris.
Från 1910 fram till sin död var Gwen John bosatt i Parisförorten Meudon, som även var Rodins vistelseort. Där träffade hon sin mecenat, den amerikanske konstsamlaren John Quinn, samt konverterade till katolicismen. Religionen tog en allt större plats i hennes liv efter Rodins död 1917.
Gwen John ställde ut regelbundet i Paris, första gången 1919. År 1926 inledde hon ett fyraårigt förhållande med svägerskan till filosofen Jacques Maritain, Véra Oumançoff.

## Konstnärskap
Gwen John efterlämnade över två hundra målningar och ett tusen skisser. Hennes konstnärskap omfattar bland annat självporträtt, porträtt av anonyma kvinnor och interiörbilder av tomma rum. Ett av hennes mest kända verk är Självporträtt från 1902. Vid tiden för sin död var hon en föga känd konstnär, men sedan 1960-talet har hennes verk tilldragit sig större uppmärksamhet. Hon är representerad på Metropolitan Museum of Art i New York, National Museum Cardiff och Tate.